# Кареасу
Кареасу (порт. Careaçu) — муниципалитет в Бразилии. входит в штат Минас-Жерайс. Составная часть мезорегиона Юг и юго-запад штата Минас-Жерайс. Входит в экономико-статистический микрорегион Санта-Рита-ду-Сапукаи, который входит в Юг и юго-запад штата Минас-Жерайс. Население составляет 6792 человек на 2020 год. Занимает площадь 181 км². Плотность населения — 33,3 чел./км².
Праздник города — 1 января.

## История
Город основан 1 января 1953 года. 

## Статистика
- Валовой внутренний продукт на 2003 год составляет 37 154 000,00 реалов (данные: Бразильский институт географии и статистики).
- Валовой внутренний продукт на душу населения на 2005 год составляет 6162,55 реалов (данные: Бразильский институт географии и статистики).
- Индекс развития человеческого потенциала на 2000 год составляет 0,770 (данные: Программа развития ООН).